# Salome of the Tenements
Salome of the Tenements è un film muto del 1925 diretto da Sidney Olcott. La storia si ispira a quella di Rose Pastor Stokes (1879–1933), attivista socialista, scrittrice, avvocato e femminista. raccontando la vita degli immigrati ebrei nell'East Side di New York. La sceneggiatura si basa sul romanzo Salome of the Tenements di Anzia Yezierska pubblicato a New York nel 1923.

## Trama
Sonya Mendel, soprannominata Salome a causa degli scalpi che usa esibire legati alla cintura, è figlia di poveri immigrati ebrei del Lower East Side di New York. Intelligente e carina, lavora come reporter per il Jewish News. Mettendosi sulle sue tracce, incontra John Manning, un ricco gentile che ha condotto una campagna contro il quartiere. I due si innamorano e si sposano,  ma Sonya si trova a dover affrontare degli strozzini cui deve del denaro.

## Produzione
Il film fu prodotto dalla Famous Players-Lasky Corporation.

## Distribuzione
Il copyright del film, richiesto dalla Famous Players-Lasky Corp., fu registrato il 3 marzo 1925 con il numero LP21209.
Distribuito dalla Paramount Pictures, il film - presentato da Jesse L. Lasky e da Adolph Zukor - uscì nelle sale cinematografiche USA il 23 febbraio 1925 dopo essere stato presentato a New York il giorno precedente.
Non si conoscono copie ancora esistenti della pellicola che viene considerata presumibilmente perduta.